# Wilhelm II (hrabia Jülich)
Wilhelm II zwany Wielkim (zm. w 1207) – hrabia Jülich od 1176.

## Życiorys
Wilhelm był najstarszym synem hrabiego Jülich Wilhelma I. Jako hrabia Jülich był jednym z najbardziej znaczących wasali arcybiskupów Kolonii. U boku cesarza Fryderyka I Barbarossy wyruszył na III wyprawę krzyżową, z kolei w 1191 pojawia się u boku jego syna i następcy Henryka VI w Italii. Jednak po śmierci tego ostatniego, Wilhelm stanął po stronie Ottona IV z Brunszwiku z konkurencyjnego rodu Welfów: uczestniczył w 1198 w zdobyciu przezeń Akwizgranu i jego koronacji królewskiej tamże. Gdy jednak pozycja Ottona zaczęła słabnąć, Wilhelm w imieniu arcybiskupa Kolonii Adolfa z Alteny podjął tajemne negocjacje z jego konkurentem, Filipem Hohenstaufem (zdaniem Arnolda z Lubeki Wilhelm działał z własnej inicjatywy i arcybiskup został zmuszony potem do podążenia za swym wasalem). Ich rezultatem było przejście Adolfa i Wilhelma na stronę Hohenstaufów w 1204. Jednak rok później Adolf został ekskomunikowany i pozbawiony swego stanowiska, a Otto rozpoczął kampanię zbrojną przeciwko zdrajcom. Ponieważ Ottona wsparł książę Limburgii Henryk III w odwecie Adolf z Wilhelmem najechali jego księstwo; w tym czasie jednak nowy arcybiskup Kolonii Bruno z Sayn spustoszył hrabstwo Jülich. Sytuację odmieniła na korzyść Wilhelma porażka Ottona w walce z Filipem w 1206 i wkroczenie tego ostatniego do Kolonii w kolejnym roku. Wtedy też zmarł Wilhelm, wedle jednego ze źródeł – podczas powrotu z Kolonii, nagle, na środku drogi. 
Wilhelm prowadził ekspansjonistyczną politykę, powiększając obszar swojego władztwa. Rozbudował zamek Nideggen.
Żoną Wilhelma przed 1177 została Alevardis, córka hrabiego Saffenbergu Adalberta III, dziedziczka Molbachu. Znamy dwoje dzieci tej pary: córkę Alevardis, żonę hrabiego Alteny Fryderyka, oraz Wilhelma, który zmarł jeszcze przed śmiercią ojca. Z tego powodu następcą Wilhelma został jego siostrzeniec, Wilhelm III.